# Blatnice pod Svatým Antonínkem
Blatnice pod Svatým Antonínkem település Csehországban, Hodoníni járásban. Blatnice pod Svatým Antonínkem Ostrožská Lhota, Uherský Ostroh, Hluk, Lipov, Blatnička, Louka és Veselí nad Moravou településekkel határos. Lakosainak száma 1926 fő (2024. január 1.).

## Népesség
A település lakosságának változását az alábbi diagram mutatja:
| Lakosok száma | 1591 | 2003 | 2184 | 2228 | 2106 | 2163 | 2061 | 2027 | 1946 | 1926 |
|               | 1869 | 1890 | 1921 | 1950 | 1980 | 2001 | 2017 | 2019 | 2022 | 2024 |